# Perewisie
Perewisie (ukr. Перевісся, Perewissia) – wieś na Ukrainie, w obwodzie wołyńskim, w rejonie kowelskim. W 2001 roku liczyła 136 mieszkańców.
Znajduje tu się przystanek kolejowy Nowe Koszary, położony na linii Kowel – Jagodzin.
Do 2020 w rejonie turzyskim.